# Scyllarus caparti
Scyllarus caparti är en kräftdjursart som beskrevs av Lipke Bijdeley Holthuis 1952. Scyllarus caparti ingår i släktet Scyllarus och familjen Scyllaridae. IUCN kategoriserar arten globalt som livskraftig. Inga underarter finns listade i Catalogue of Life.